# Metropolitanski kaptol u Splitu
Metroplitanski kaptol u Splitu je katedralni kaptol (lat. capitulum cathedrale), odnosno upravno crkveno tijelo u splitsko-makarskoj nadbiskupiji koje sačinjavaju kanonici.

## Povijest
Ne zna se kada je točno osnovan splitski kaptol, ali smatra se da je nastao u 7. stoljeću kada je obnovljena salonitanska (nad)biskupija sa sjedištem u Splitu.
Do polovice 11. stoljeća Prvostolni kaptol u Splitu nosio je naslov "Cenobij, samostan svetih mučenika Dujma, Anastazija, Kuzme i Damjana" (Coenobium SS Martyrum Doimi, Anastasii, Cosmae et Damiani). Tako je kaptol oslovljen u glasovitoj darovnici kneza Trpimira iz 852. godine.
Početkom 12. stoljeća spominje se naziv "Kaptol svetog Dujma" (Capitulum Sancti Domnii), a zanimljivo je da se splitski kaptol izričito naziva i samostan; Metropolitanski samostan (Monasterium metropolitanum) ili Samostan blaženog Dujma (Monasterium beati Domnii).
Kaptol je upravljao katedralom pod vrhovnim nadzorom nadbiskupa. Već 1091. imao je svoj pečat, gotovo cijelo stoljeće prije splitskog nadbiskupa. Splitski kaptol imao je pravo izabirati splitskog nadbiskupa. To mu je pravo htio osporiti hrvatsko-ugarski kralj Bela III. krajem 13. stoljeća, ali ga je papa Aleksandar III. 1181. godine u tome spriječio, naglasivši da je to pravo splitskog kaptola od davnine. Za vrijeme sedisvakancije, Prvostolni kaptol je upravljao nadbiskupijom, isprva skupno, a kasnije je birao jednog od svojih članova za kaptolskog vikara, koji je upravljao nadbiskupijom u međurazdoblju.
U svim važnijim poslovima nadbiskup se morao savjetovati s kaptolom, zbog čega je, naročito tijekom 12. i 13. stoljeća znalo dolaziti do žestokih nesuglasica između nadbiskupa i kaptola.
Splitski je kaptol u drugoj polovici 14. stoljeća postao "vjerodostojno mjesto" (locus credibilis), odnosno dobio je povlasticu koja im je davala pravo da strankama izdaju isprave u privatno-pravnim poslovima, te da čuva originale takvih isprava i izrađuje autentične prijepise izvornih dokumenata (transumpta authentica).
U 16. stoljeću puni naziv kaptola glasi Spalatense metropolitanum necnon Dalmatiae et totius Chroatiae primatiale capitulum.
Godine 1832. provedbom papinske bule Locum beati Petri iz 1828. prestao je postojati drevni metroplitanski kaptol, a uveden je kaptol splitske biskupije. Godine 1969. bulom Pavla VI. Qui vicariam uspostavljena je splitsko-makarska nadbiskupija i metropolija i obnovljen metropolitanski kaptol.

## Organizacija kaptola
Broj kanonika nije uvijek bio isti. U starini ih je bilo 12, u 13. stoljeću čak 20, a na početku 18. stoljeća osamnaest. Osim kanonika, katedralnom kleru pripadali su još mansionari i kantori, kojih je bilo više od dvadeset, te nekoliko nižih klerika. Tako je katedralni kler imao ukupno 50 članova.
Prvu čast u kaptolu imao je arhiđakon, a iza njega bio je arhiprezbiter ili kasnije "kaptolski arhiprezbiter" (archipresbyter in capitulo). Do ustanovljenja biskupskog vikara, arhiđakon i arhiprezbiter bili su središnje osobe u strukturi dijacezanskog reda.
I kroz čitavo razdoblje mletačke vladavine splitski se kaptol sastojao od tri dostojanstvenika i osamnaest kanonika. Arhiđakon je i dalje predstavnik kaptola, presjedatelj kapitula i nadstojnik kora. Puni naziv splitskog kaptola bio je u to vrijeme Spalatense metropolitanum necnon Dalmatiae et totius Chroatiae primatiale capitulum. Na temelju bule iz 1828., a kaptolskim statutom od 17. svibnja 1854. na čelu kaptola nalazi se prepozit, kao predsjednik kaptola. Obnovom metroplitanskog kaptola 1969. ima tri dostojanstvenika (prepozit, arhiđakon i dekan) i šest kanonika.